# District de Kachyr
Le district de Kachyr (en kazakh : Қашыр ауданы est un district de l'oblys de Pavlodar, situé au nord du Kazakhstan.

## Géographie
Le centre administratif du district est la ville de Kachyr.

## Démographie
En 2013, le district a une population de 21 302 habitants.